# 土井武夫
土井 武夫（どい たけお、1904年〈明治37年〉10月31日 - 1996年〈平成8年〉12月24日）は、日本の航空機技術者・設計技師、教授。山形県山形市出身。日本の航空機技術発展に寄与した一人。川崎航空機（川崎重工業）の要職を歴任し、戦後初の国産旅客機「YS-11」の開発などを担当した。

## 略歴

### 川崎航空機（川崎重工業）に入社
1904年（明治37年）、山形県山形市に10人兄弟の7番目として生まれる。
1924年（大正13年）、山形高等学校理科甲類（現: 山形大学理学部）卒。
1927年（昭和2年）、東京帝国大学工学部航空学科卒。同期には堀越二郎、木村秀政らがいた。同4月、川崎造船所飛行機部（後の川崎航空機。現: 川崎重工業航空宇宙システムカンパニー）に入社し、整備工の下積みから始める。同社がドイツより招聘したリヒャルト・フォークト（Richard Vogt）博士に師事して九二式戦闘機などの設計に携わり、水冷式エンジン搭載型戦闘機の実用化に成功する。
1931年（昭和6年）、フォークトの推薦によりドイツに出張。クラウディウス・ドルニエ（ドルニエ社創業者）、グスタフ・ラッハマン（ハンドレページ社研究部長）、ハインリヒ・フォッケ（フォッケウルフ社創業者）、アレクサンダー・リピッシュ（デルタ無尾翼機の第一人者）ら、そうそうたる面々の科学者たちと面会し、見識を広める。
イギリス、イタリア、フランスなど他の工業先進国も視察し、特にイギリス・ダウティ社の技術に着目。同社の製品を、九二式戦闘機の降着用車輪として採用したエピソードがある。これが当時存続の危機にあった同社を救い、後のダウティ・グループの興隆のきっかけとなったと言われている。
1932年（昭和7年）10月末、ドイツから帰国。翌1933年（昭和8年）から単独の設計主務に就き、1942年10月には設計部長に昇進。主に日本陸軍機の設計に従事した。
特に、液冷式エンジン搭載型の三式戦「飛燕」や、空冷式に改良した五式戦闘機は主力機に採用され、九九双軽や二式複戦「屠龍」など双発機の開発にも貢献した。また創意工夫と最先端技術を追求し、エンジン2基を串型に搭載した二重反転プロペラ機「キ64」を試作している。

### 戦後
終戦直後の1945年8月下旬、川崎航空機から解雇される。GHQからの指示により川崎が設計した航空機の図面や説明書等をまとめて提出。
1年ほど後、戦時中の知り合いであったドイツ人技師と出会い、戦争で帰国できなくなっていたドイツの高級船員たちで構成されたゼーオーで1年半ほど働くこととなる。ドイツ人が強制送還されてからは土井が後を継ぎ、トレーラーや電気自動車などを製造していたが、1949年にドッジ・デフレの影響で従業員を解雇する際、自らも退社した。
1950年10月、古巣の系列会社・川崎製鉄に勤務し、1957年より技術顧問として川崎航空機に復帰。さらに日本航空学会（現: 日本航空宇宙学会）に評議員としても籍を置き、名古屋大学工学部航空学科で講師も務めた。
1950年代半ば、国家プロジェクト「輸送機設計研究協会（後の日本航空機製造株式会社）」が発足。同協会に出向して艤装主任に就き、難儀な箇所である電装系にも携わった。そして1960年代、戦後初の国産輸送機/旅客機「YS-11」の開発に貢献する。後進育成の他、輸出に必要なアメリカ連邦航空局（FAA）の型式証明の取得の審査で指摘された問題について解決策を提案している。これらの功績を表彰され、政府より科学技術長官賞を受けている。そして、ロッキード社P2V-7をベースにした改良機「P-2J」の設計が最後の仕事となった。
1966年（昭和41年）4月から、名城大学理工学部の教授に就任。交通機械学科長や学生部長を務め、1977年（昭和52年）3月の定年まで在職した。
その後は川崎航空本部の技術顧問に再復帰し、1989年（平成元年）には回想録『航空機設計50年の回想』を執筆。
1996年（平成8年）12月24日、92歳で死去。死後も日本の航空機技術発展に貢献した業績を敬われ、航空博物館などで土井の企画展が開かれている。

## 戦後の回顧・談話など
- 師であるドイツ人リヒャルト・フォークト博士は戦後米国のサンタバーバラに移住しており、土井がP-2J計画のため1963年に渡米した際に30年ぶりに再会した。後年、博士の死後の遺骨は遺言により、太平洋上空から散布したため墓は無いと伝えられた[19]。
- 息子は、日本アジア航空（日本航空系列）の常務取締役を務めた土井達夫[20]。息子は日本航空時代に在米してワシントン州シアトルで品質保証部長に就いていおり、息子の協力でボーイング社の関連施設を見学することができた。
- ボーイング社視察の感想にて、ボーイング777の設計には三菱重工、川崎重工、富士重工から200余名の技術者がワシントン州レントンに出向していた。川崎班は80名が設計に携わり、各々がコンピュータで図面を引いていて少し驚いた。「昔は大学院卒でも図面を引くところまで行く者は少なかった。他にやる人がいなかったので自分がやるしかなかった」と話した。
- ノースロップ・グラマンB-2全翼機の話題にて、「全翼機の思想は、米国のジャック・ノースロップよりもドイツのフーゴー・ユンカース教授のほうが10年くらい早かった」と話した。土井は戦前、全翼機に通ずる最初期の機体ユンカース G.38 2号機の製造を、ユンカース社の工場で見学している。
- 軍用機の耐久性に関して、「当時、急降下について飛行する上での制限〈ルール〉は無かった。代表機である海軍の零戦、陸軍の隼は急降下すると空中分解する事例が発生した。自分は想定して設計した訳ではないが、飛燕や五式戦は構造が丈夫で空中分解したことは無かった」。
- 陸海軍について、「戦時中は、他社の人間と話す機会はあまり無かった。特に海軍とはなおさら無く、陸軍とは敵対していた」と答えている。ただし所属していた川崎航空機は、戦前に海軍と関係構築を模索した時期があり、第三義勇飛行艇を海軍の発注で試作した。しかし、試験中に墜落する事故が発生するなど難航して計画中止になり、土井も作業に携わっていた。土井は「その後も第四、第五義勇飛行艇を製作したが、1931年以降は海軍との関係がほとんど無くなった」と回顧している[21]。

## 設計に携わった主な機体
- KDA-3（水冷式）
- KDA-4
- 九二式戦闘機（KDA-5）（水冷式）
- KDA-6（水冷式）
- キ3 九三式単発軽爆撃機（KDA-7）（水冷式）
- キ5（水冷式）
- キ10 九五式戦闘機（水冷式）
- キ28（液冷式）
- キ45改 二式複座戦闘機 屠龍
- キ48 九九式双発軽爆撃機
- キ56 一式貨物輸送機
- キ60（液冷式）
- キ61 三式戦闘機 飛燕（液冷式）
- キ64（液冷式）
- キ66
- キ88（液冷式）
- キ91
- キ96
- キ100 五式戦闘機
- キ102
- キ108
- キ119
- T1K1
- YS-11
- P-2J

## 著作
- 『航空機設計50年の回想』（酣灯社、1989年） ISBN 4-87357-014-X
- 『軍用機開発物語 : 設計者が語る秘められたプロセス』（光人社、2002年） ISBN 4-7698-2334-7